# 薩娜·阿曼納特
薩娜·阿曼納特（英語：Sana Amanat，1982年—）是一名巴基斯坦裔美國漫畫編輯，也是漫威的內容與角色開發總監。她是一名巴基斯坦裔美國穆斯林。她參與了《驚奇隊長》、《鷹眼》、《Ultimate Comics: Spider-Man》、《驚奇少女》等漫畫的創作。驚奇少女是第一位美國穆斯林超級英雄。她在漫展上負責每年的「漫威女性」小組，並致力於使漫威角色更加多樣化。她有一個關於漫畫多樣性的TED演講。

## 早期生活
阿曼納特出生於一個巴基斯坦家庭。她與作為巴基斯坦移民的父母住在紐澤西州一個以白人為主的社區。在她的整個童年時期，阿曼納特難以融入社會，並為自我認同而掙扎。
阿曼納特於2004年在哥倫比亞大學巴納德學院學習政治學，著重於中東問題。

## 職業生涯
大學畢業後，阿曼納特在雜誌社工作了幾年。之後她在一家獨立漫畫公司「維珍漫畫」工作，並在那裡學習圖像故事的製作。該公司在兩年後倒閉。
阿曼納特的下一個職業行動是在2009年加入漫威漫畫。據阿曼納特所說，漫威的一位主管找她工作，因為她與他們的普通員工與眾不同。她說這位主管告訴她，她有「不同於從小就看漫畫的普通粉絲的東西。[她有]不同的聲音，而[他們]需要[她]的聲音來改變漫威。」目前，她是漫威娛樂的內容與角色開發總監。2014年，她與人合作創作漫威第一位以女性穆斯林超級英雄為主角的個人系列，名為《驚奇少女》。這部漫畫在紐約時報暢銷書榜上停留了數週，還獲得2015年雨果獎的最佳圖像故事獎。《驚奇少女》的數位版銷量遠高於實體商店，並且有時是漫威整體數位版銷量的第一名。
阿曼納特在2022年Disney+影集改編的《驚奇少女》中擔任執行製作人。

## 靈感來源
在阿曼納特的TED演講中，她說：「《驚奇少女》背後的大想法是關於少數民族的代表，更大的想法是關於尋找真實的自我。在創作這部漫畫時，她借鑒了自己作為巴基斯坦移民在紐澤西郊區的孩子的經驗，希望下一代不會像她那樣透過一個可親近的超級英雄經歷身分排斥。」

## 外部連結
- 薩娜·阿曼納特的X（前Twitter）
- 薩娜·阿曼納特 （页面存档备份，存于）在Marvel.com的官方介紹